# Sint-Michielskerk (Brecht)

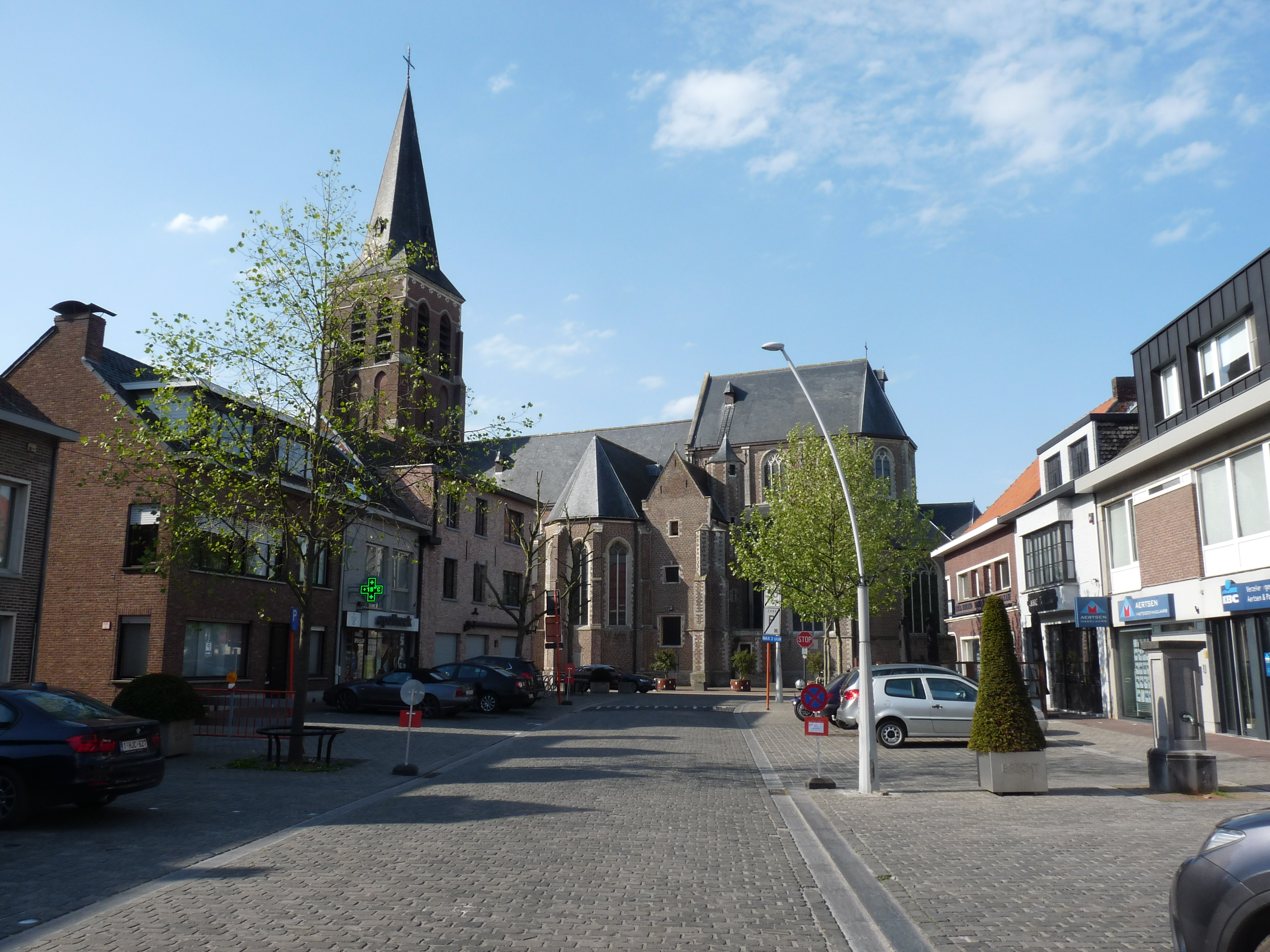
Sint-Michielskerk

De Sint-Michielskerk is de parochiekerk van de Antwerpse plaats Brecht, gelegen aan de Biest 1.

## Geschiedenis
In de 13e en 14e eeuw werd een kerk op deze plaats vermeld. Deze werd in de 15e eeuw gesloopt en een nieuwe kerk werd gebouwd. De toren kwam in 1422 gereed, het schip in 1422-1440, het transept omstreeks 1450 en het koor onder meer in 1486 en later.
In 1575 en 1584 werd de kerk verwoest en in 1629 werd hij herbouwd. In 1857 werd de kerk hersteld en vergroot naar ontwerp van Eugeen Gife.
Tijdens de Tweede Wereldoorlog, in 1940 en 1944, werd het westelijk deel van de kerk zwaar beschadigd en de toren verwoest. In 1948-1949 werd de kerk hersteld.

## Gebouw
Het is een georiënteerde bakstenen kruisbasiliek in de stijl van de Kempense gotiek. De transeptarmen hebben een driezijdige afsluiting. De ingebouwde westtoren heeft vier geledingen. Het koor is verhoogd ten opzichte van het schip.

## Interieur
Het interieur wordt overkluisd door een houten tongewelf.
Het kerkmeubilair omvat een preekstoel van 1780. Het retabel is een 19e-eeuwse kopie van een passiestuk. De zijluiken zijn geschilderd door Goswin van der Weyden (2e kwart 16e eeuw) en tonen episoden uit het leven van Sint-Joris. De kerk bezit 17e- en 18e-eeuwse beelden waaronder een beeld van de Heilige Michaël van 1764.
Er zijn grafstenen uit de 17e, 18e en 19e eeuw geplaatst tegen de muur van de kooromgang.